# Ephies gracilicornis
Ephies gracilicornis là một loài bọ cánh cứng trong họ Cerambycidae.